# Paul (bande indienne)
Pour les articles homonymes, voir Paul.
Paul est une bande indienne en Alberta au Canada d'origine mixte crie et stoney. En avril 2016, elle avait une population totale inscrite de 2 103 membres dont 1 425 vivaient sur une réserve. Elle possède trois réserves et est basée à Duffield. Elle est signataire du Traité 6.

## Démographie
La majorité des membres de la bande de Paul est composée de Stoneys et le reste de Cris. La population de Paul parle anglais et, selon le recensement de 2011, seulement 195 personnes connaissent une langue autochtone, c'est-à-dire 17,8 % de la population, et seulement 2,7 % de la population utilise une langue autochtone à la maison.
| Année | Population |
| ----- | ---------- |
| 1996  | 1 397      |
| 1998  | 1 400      |
| 2005  | 1 926      |
| 2016  | 2 103      |

## Géographie
Paul possède trois réserves, toutes situées en Alberta, dont la plus populeuse est Wabamun 133B,. Les réserves de Wabamun 133A et de Wabamun 133B sont situées sur la rive orientale du lac Wabamun (en) à environ 70 km à l'ouest d'Edmonton. Le lac est une destination touristique populaire en Alberta et la bande opère le club de golf Ironhead. La troisième réserve, Buck Lake 133C, est pratiquement abandonnée.
| Nom            | Superficie (ha) | Emplacement                   |
| -------------- | --------------- | ----------------------------- |
| Buck Lake 133C | 1 035,20        | 87 km à l'ouest de Wetaskiwin |
| Wabamun 133A   | 6 116,90        | 58 km à l'ouest d'Edmonton    |
| Wabamun 133B   | 178,50          |                               |

## Gouvernement
La bande de Paul est gouvernée par un conseil de bande élu selon la Loi sur les Indiens. Pour le mandat de 2014 à 2016, ce conseil était composé du chef Casey Bird et de cinq conseillers.

## Histoire
La bande de Paul est signataire du Traité 6 et elle a réservé les réserves de Buck Lake 133C, Wabamun 133A et Wabamun 133B en 1892. Buck Lake 133C fut largement décimé par la grippe espagnole de 1918 et est, de nos jours, principalement abandonné.
En avril 2010, un important feu de forêt dévasta la communauté qui fut forcée d'évacuer.